# Майкл Коллінз (фільм)
«Майкл Коллінз» (англ. Michael Collins) — британський художній фільм ірландського режисера Ніла Джордана, знятий у 1996 році. Фільм отримав Золотого лева та переміг на Венеціанському кінофестивалі.

## Сюжет
Наприкінці Великоднього повстання 1916 року обложені ірландські республіканці здаються британській армії у штаб-квартирі республіканців у Дубліні. Кілька ключових фігур повстання, включаючи Патріка Пірса, Томаса Макдони, Тома Кларка та Джеймса Конноллі, страчуються. Лише Еймон де Валера уникнув страти завдяки своєму американському громадянству, але був ув'язнений разом із Майклом Коллінзом та Гаррі Боландом.
На загальних виборах в Ірландії 1918 року партія Шинн Фейн здобула перемогу, односторонньо проголосивши незалежність Ірландії, і тим самим розпочавши Ірландську війну за незалежність. Де Валера обрали президентом, а Коллінза призначили директором розвідки Ірландської республіканської армії (ІРА). Нед Брой, офіційно член лоялістського відділу G, симпатизував справі незалежності та повідомив Коллінза, що Замок має намір заарештувати весь кабінет міністрів того ж вечора. Де Валера, відчуваючи, що арешт викличе світовий резонанс, відмовив свій кабінет міністрів від переховування та переконував їх дозволити арештам статися. Коллінз і Боланд уникнули арешту, але не відреагували на ширші акції.
Залишившись на волі останнім високопоставленим лідером, Коллінз розпочинає контррозвідувальну кампанію за допомогою Броя. Дублінська бригада ІРА здійснює численні вбивства агентів та ірландських колаборантів. Де Валера незабаром втікає з в'язниці Лінкольна, але після повернення до Ірландії оголошує, що поїде до США, щоб домогтися офіційного визнання Ірландської Республіки президентом Вудро Вільсоном. Війна продовжує загострюватися; британці призначають офіцера МІ6 Соумса для протидії Ірландській республіканській армії, хоча він та кілька його агентів гинуть під час нападу, організованого Коллінзом. У відповідь «Чорно-брунатні» відправляються до Дубліна, щоб відкрити вогонь по неозброєних громадянах, які підтримували незалежну Ірландію; кульмінацією чого є різанина на стадіоні «Крок Парк», де 14 людей загинули під час матчу з гельського футболу. Соумс також виявляє допомогу Броя Коллінзу, і згодом катує та вбиває Броя.
Де Валера повертається зі США, не зумівши заручитися підтримкою президента Вільсона. Британці натякають на пряме спілкування з ірландцями, хоча партизанська кампанія Коллінза погано впливала на імідж Ірландії. Тому де Валера постановляє, що Ірландська республіканська армія повинна воювати як звичайна армія, хоча Коллінз знає, що це лише призведе до чергової поразки проти могутності Британської імперії. Непохитний у своєму підході до забезпечення миру, де Валера наказує обложити Будівлю Митниці, але Ірландська республіканська армія зазнає важких втрат, і атака катастрофічно провалюється. Незважаючи на відчайдушне становище, в якому опинилася Ірландська республіканська армія, британці несподівано закликають до припинення конфлікту.
Коллінза відправляють до Лондона для переговорів щодо ірландських інтересів у рамках англо-ірландського договору, підписаного в 1921 році. Хоча Ірландія не отримує негайної незалежності, договір дозволяє досягти її з часом, залишаючись при цьому британським домініоном протягом цього періоду, а також втрачаючи шість із дев'яти графств Ольстера, які залишатимуться під британським контролем. Де Валера, який прагнув безумовної незалежності для Ірландії, розлючений, дізнавшись про це, і він та його прихильники, включаючи Боланда, подають у відставку на знак протесту. Наступне народне голосування підтримує умови договору, але де Валера відхиляє результат і в 1922 році очолює атаку на Чотири Корти в Дубліні. Національній армії на чолі з Коллінзом наказано відбити її. У подальшій битві за Дублін Боланда вбивають.
Спустошений звісткою про смерть друга, Коллінз вирушає до Західного Корка, де переховується де Валера, щоб бути посередником в мирних переговорах. Однак Коллінза дезорієнтовують соратники де Валери, і він потрапляє в засідку, де його застрелюють. Кітті Кірнан, кохана Коллінза, дізнається про його смерть саме тоді, коли приміряє весільну сукню.

## У ролях
| Актор              | Роль                 |
| ------------------ | -------------------- |
| Ліам Нісон         | Майкл Коллінз        |
| Ейдан Куїнн        | Гаррі Боланд         |
| Стівен Рі          | Нед Брой             |
| Алан Рікман        | Еймон де Валера      |
| Джулія Робертс     | Кітті Кірнан         |
| Ян Харт            | Джо О'Рейлі          |
| Брендан Глісон     | Ліам Тобін           |
| Стюарт Грем        | Том Каллен           |
| Шон Макґінлі       | Сміт                 |
| Джерард МакСорлі   | Кахал Бру            |
| Джонатан Ріс-Маєрс | вбивця               |
| Чарльз Денс        | Соумс                |
| Джер О'Лірі        | Томас Кларк          |
| Оуен О'Нілл        | Рорі О'Коннор        |
| Оуен Роу           | Артур Ґріффіт        |
| Ієн Мак-Елгінні    | детектив із Белфаста |
| Джон Кенні         | Патрік Пірс          |
| Річард Інгрем      | британський офіцер   |

## Саундтрек
| #   | Назва                            | Тривалість |
| --- | -------------------------------- | ---------- |
| 1.  | «Easter Rebellion*»              | 3:15       |
| 2.  | «Fire and Arms»                  | 1:40       |
| 3.  | «Train Station Farewell»         | 1:55       |
| 4.  | «Winter Raid»                    | 2:37       |
| 5.  | «Elegy for a Sunday»             | 3:07       |
| 6.  | «Football Match»                 | 1:49       |
| 7.  | «On Cats Feet»                   | 4:27       |
| 8.  | «Defiance and Arrest»            | 1:49       |
| 9.  | «Train to Granard»               | 1:30       |
| 10. | «Boland Returns (Kitty's Waltz)» | 1:18       |
| 11. | «His Majesty's Finest»           | 2:11       |
| 12. | «Boland's Death»                 | 1:38       |
| 13. | «Home to Cork»                   | 1:19       |
| 14. | «Civil War*»                     | 2:10       |
| 15. | «Collins' Proposal»              | 1:25       |
| 16. | «An Anthem Deferred»             | 1:44       |
| 17. | «She Moved Through the Fair*»    | 4:55       |
| 18. | «Funeral/Coda»                   | 4:32       |
| 19. | «Macushla^»                      | 3:29       |

(*) Шинейд О'Коннор

(^) Френк Петтерсон